# Articles de la Confederació

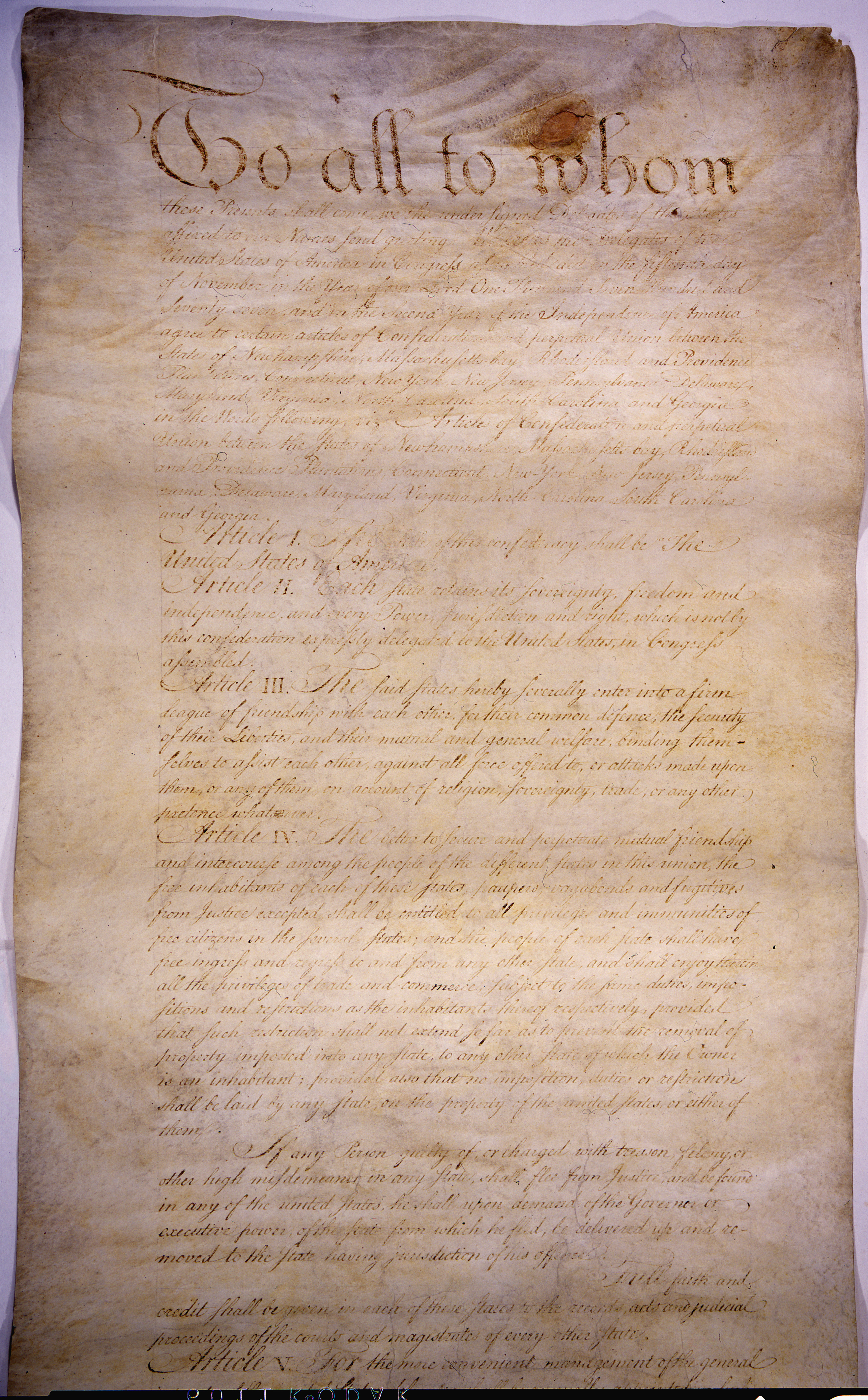
Els Articles de la Confederació

Els Articles de la Confederació i Unió Perpètua, coneguts simplement com els Articles de la Confederació van constituir el primer document de govern dels Estats Units d'Amèrica. Van ser aprovats pel Segon Congrés Continental el 15 de novembre, 1777, després de diversos mesos de debat. Va ser una directriu no obligatòria fins a la seva ratificació quatre anys després, l'1 de març, 1781. Els Articles de la Confederació són considerats un dels quatre documents fundadors de la nació nord-americana.
Els Articles van formar una confederació dèbil que unia a les tretze colònies britàniques nord-americanes amb la capacitat de formar un govern unificat gairebé només en temps de guerra i emergència. Després de la fi de la guerra d'independència i el començament de noves prioritats, les seves limitacions es van fer evidents. Aquest document va ser reemplaçat per la Constitució dels Estats Units després de la seva ratificació el 21 de juny, 1788.

## Ratificació dels Articles de la Confederació
El Congrés va cercar la Ratificació dels Articles que havia aprovat des de 1777, perquè cada estat "...el revisés càndidament des de la perspectiva de la dificultat de combinar en un sistema general els diversos sentiments i interessos d'un continent dividit en tantes comunitats sobiranes i independents, i sota la convicció de la necessitat absoluta d'unir tots els nostres consells i tota la nostra força per mantenir i defendre les nostres llibertats comuns..."
Aquest document, però, no seria efectiu sense la ratificació dels tretze estats. El primer estat a ratificar-lo va ser Carolina del Sud el 5 de febrer, 1778. El procés es va allargar 3 anys més, ja que alguns estats es refusaven a renunciar a les seves reclamacions territorials cap a l'oest. Maryland va ser l'últim a estat a fer-ho, ja que es refusava a unir-se si Virgínia i Nova York no renunciaven a les seves reclamacions territorials de la vall del riu Ohio. Finalment, Maryland va ratificar el document l'1 de març, 1781.

## Els articles
El document consistia en 13 articles, una conclusió i una secció per a les signatures.
1. Estableix el nom de la confederació com "Els Estats Units d'Amèrica".
2. Explica els drets de cadascun dels estats i el poder del que gaudeixen.
3. Estableix els Estats Units com a Lliga d'estats units per a [...]llur defensa mútua, l'assegurament de llurs llibertats i llur benestar mutu i general, enllaçant-los per donar suport l'un a l'altre i contra tota força […] i atacs contra d'ells.
4. Estableix la llibertat de moviment: tothom és lliure de transitar pels estats, llevat dels "indigents, vagabunds i fugitius de la justícia". Totes les persones gaudeixen dels drets que els atorgui cada estat en què es trobin. Si hom comet un delicte en un estat i l'autor fugi cap a un altre estat, en serà extradit i serà jutjat a l'estat on es va cometre el delicte.
5. Assigna un vot en el Congrés de la Confederació (anomenat "Estats Units en Congrés Reunit") a cada estat i una delegació entre dos i set membres. Els membres del Congrés eren designats pels cossos legislatius locals; els membres no podien ocupar el càrrec per més de tres de cada sis anys.
6. Limita els poders del govern central per a dirigir les relacions exteriors i declarar la guerra.
7. Si un exèrcit és creat per defendre la Confederació, els coronels i els graus militars sota el coronel seran nomenats pels congressos locals.
8. Les despeses dels Estats Units seran finançades amb fons recaptats pels congressos locals d'acord amb el valor de llurs propietats.
9. Defineix els drets del govern central: declarar la guerra, establir els pesos i mesures (incloent-hi les monedes) i autoritza el Congrés a ser l'àrbitre final per a qualsevol disputa entre els estats membres.
10. Defineix un Comitè d'Estats per governar quan el Congrés no es troba en sessió.
11. Reafirma que la Confederació accepta el deute de guerra del Congrés abans de la promulgació dels articles.
12. Declara que els articles són perpetus i que només poden ser alterats amb l'aprovació del Congrés i la ratificació de tots els cossos legislatius locals.

Ja que encara continuava la guerra contra la Gran Bretanya el colons no volien establir un altre govern nacional poderós. Amb el zel de protegir llur nova independència, el Congrés Continental va crear una estructura unicameral dèbil que protegia la llibertat dels estats membres. Encara que el Congrés regulava els afers monetaris i militars, els Articles no havien dissenyat cap mecanisme per assegurar-se que cada estat complís amb les tropes i els diners que es necessitessin. Això debilitava l'exèrcit, com va ser el cas el 1781 i que George Washington faria palès en una carta al governador de Massachusetts, John Hancock.

## Funció
Els Articles donaven suport a l'Exèrcit Continental i permetia que els tretze estats formessin un front d'unió davant els poders europeus. Tanmateix, com a eina per a construir un govern efectiu en temps de guerra, va ser un fracàs. El Congrés podia prendre decisions, però no tenia el poder per a aplicar-les. Potser, el contratemps més gran va ser el requisit d'aprovació unànime dels 13 estats per modificar els articles. Alhora, el poder més important que al Congrés li faltava era el poder de cobrar impostos: només podia sol·licitar diners dels estats. Els estats, per la seva part no sempre complien amb les demandes i el Congrés no comptava amb els fons necessaris per a la seva operació. Els estats i el Congrés s'havien endeutat durant la guerra, i el pagament d'aquests deutes era un afer d'importància nacional.
Altrament, el Congrés Continental elaborà dues ordenances cabdals: l'Ordenança de Terra el 1785 que establí les provisions de terra que s'utilitzarien durant l'expansió posterior del país; i l'Ordenança de 1787 va oficialitzar la renúncia dels tretze estats originals de les terres a l'oest i alhora va permetre l'entrada de nous estats a la confederació.
Tan bon punt la unitat que demanava la Guerra d'Independència es va fer innecessària, l'Exèrcit Continental es va dissoldre. Una força molt petita es va conservar per protegir els forts i defensar els estats dels atacs dels amerindis. No obstant això, cada estat disposava del seu propi exèrcit i onze dels tretze estats tenien una marina. Les promeses de riquesa i d'atorgament de terres que es farien durant la guerra es van complir. El 1783 Washington va apaivagar la conspiració de Newburgh, però els aldarulls dels veterans de Pennsylvania que no havien rebut llurs pagaments van forçar el Congrés a marxar de Filadèlfia el 21 de juny.

## Revisió
El maig de 1786, Charles Pickney, de Carolina del Sud, va proposar que el Congrés revisés els Articles de la Confederació. Alguns dels canvis que recomanava eren atorgar al Congrés el poder per a regular el comerç interior i exterior i proveir una estructura de finançament per a recaptar diners de les tresoreries estatals. No obstant això, es requeria l'aprovació unànime, i en aquella ocasió no van arribar a cap consens.
El setembre, cinc estats es van reunir en la Convenció d'Annapolis (1786) per discutir sobre els ajustaments per millorar el comerç. El director, Alexander Hamilton, va convidar els representants dels estats a una convenció a Filadèlfia per discutir sobre les millores al govern federal. Després de debatre, el Congrés va presentar el seu plan de revisar els Articles de la Confederació el 21 de febrer, 1787.
Segons els termes de la modificació, els Articles serien vigents fins al 1790, fins que cadascun dels 13 estats hagués ratificat la nova Constitució. El 28 de setembre, 1787 el Congrés va enviar la Constitució als estats per a la seva ratificació. El 2 de juliol, 1788 el Congrés va anunciar la ratificació de la Constitució formalment, després de la ratificació del novè estat, Nou Hampshire, el 21 de juny, 1788. Finalment l'1 d'abril, 1789 es va reunir per primera vegada la Cambra de Representants.

## Presidents del Congrés
La llista següents és dels presidents del Congrés de la Confederació després de la promulgació dels Articles de la Constitució i que van ostentar el càrrec de "President dels Estats Units en el Congrés Reunit". El president no era, però, el cap de l'executiu, com ho seria després el President dels Estats Units sota la Constitució: 
1. Samuel Huntington
2. Thomas McKean
3. John Hanson
4. Elias Boudinot
5. Thomas Mifflin
6. Richard Henry Lee
7. John Hancock
8. Nathaniel Gorham
9. Arthur St. Clair
10. Cyrus Griffin